# José Régio
José Régio, pseudónimo de José Maria dos Reis Pereira, (Vila do Conde, 17 de setembro de 1901 — Vila do Conde, 22 de dezembro de 1969) foi um escritor, poeta, dramaturgo, romancista, novelista, contista, ensaísta, cronista, crítico, autor de diário, memorialista, epistológrafo e historiador da literatura português, para além de editor e director da influente revista literária Presença, desenhador, pintor, e grande conhecedor e coleccionador de arte sacra e popular. Tem uma biblioteca e uma escola secundária com o seu nome em Vila do Conde e em Portalegre uma escola do ensino básico.

## Biografia
Foi em Vila do Conde que José Régio nasceu e foi batizado (a 28 de setembro de 1901), filho do ourives José Maria Pereira Sobrinho e de Maria da Conceição Reis Pereira, doméstica, ambos naturais de Vila do Conde.
Em Vila do Conde viveu até acabar o quinto ano do liceu. Ainda jovem publicou os seus primeiros poemas nos jornais vilacondenses A República e O Democrático, dirigidos por seu tio e padrinho António Maria Pereira Júnior.
Depois de uma breve e infeliz passagem por um internato do Porto (que serviu de matéria romanesca para Uma gota de sangue), aos dezoito anos foi para Coimbra, onde se licenciou em Filologia Românica em 1925 com a tese As correntes e as individualidades na moderna poesia portuguesa. Esta tese na época passou um pouco ignorada, uma vez que valorizava poetas quase desconhecidos na altura, como Fernando Pessoa e Mário de Sá-Carneiro; mas, em 1941, foi ampliada e publicada com o título Pequena história da moderna poesia portuguesa.

### Régio professor liceal
Foi em 1927 que José Régio começou a leccionar Português e Francês num liceu no Porto, até 1928, e a partir desse ano em Portalegre, onde ensinou grande parte da sua vida no então Liceu Nacional de Portalegre (atual Escola Secundária Mouzinho da Silveira) de 1929 a 1962, ano em que se aposentou do serviço docente. Manteve-se em Portalegre até 1966, quando regressou definitivamente a Vila do Conde.

### Régio escritor e teórico: o movimento da 'Presença' e outras revistas
Em 1927, com Branquinho da Fonseca e João Gaspar Simões, fundou a revista Presença, que veio a ser publicada, irregularmente, durante treze anos. Esta revista veio a marcar o segundo modernismo português, que teve como principal impulsionador e ideólogo José Régio, que também escreveu em jornais e revistas como Seara Nova, Ler, O Comércio do Porto, o Diário de Lisboa, o Diário Popular e o Diário de Notícias, Contemporânea (1915-1926),  Renovação (1925-1926), Movimento (1933-1934), Princípio (1930), Sudoeste (1935), Altura (1945), Mundo Literário (1946-1948), Variante (1942-43) e na revista luso-brasileira Atlântico entre muitas outras, nacionais, ultramarinas, regionais e locais.

### A arte pela vida
Como escritor, José Régio é considerado um dos grandes criadores da moderna literatura portuguesa. Refletiu em toda a sua obra problemas relativos ao conflito entre o Homem e Deus, o artista e a sociedade, o Eu e os outros. Construiu a sua poderosa arte poética e ficcional num tom misticista e num intimismo psicologista com que analisava a problemática das relações humanas e da solidão do indivíduo, procedendo ao mesmo tempo a uma dolorosa autoanálise.
Apesar do regime conservador de então, Régio manteve-se fiel aos seus ideais de socialista cristão e teve durante a sua vida uma participação ativa, embora moderada, na vida pública, sem na sua escrita condescender com uma mera contestação panfletária. Devido à sua posição independente polemizou acerbamente com escritores oriundos do neorrealismo, do concretismo, do experimentalismo e do formalismo, defendendo o ideal presencista de uma arte pela vida, fortemente individualista e que expressasse com sinceridade as mais íntimas emoções do artista - nas quais atribui especial relevo aos dilemas morais e à indagação religiosa. Mas se a inspiração do artista fosse predominantemente social, haveria que expressá-la com independência de quaisquer programas políticos (e Régio assim o demonstrou na sua poesia social de Fado, A Chaga do Lado e Cântico Suspenso), o que representou um desafio muito contestado naquela época de estritos alinhamentos.

### Os cafés e as tertúlias
Em Coimbra, no Café Central, reunira-se o grupo de jovens da Presença, incluindo João Gaspar Simões e Branquinho da Fonseca, "cenáculo onde Régio realmente pontificava". Depois, nos seus anos de Alentejo, Régio presidira a nova tertúlia no Café Central, agora de Portalegre, que integrava entre outros o médico Feliciano Falcão, o pintor Arsénio da Ressurreição e o capitão Carlos Saraiva e por onde passaram, em cumprimento do serviço militar no Quartel de São Francisco, os milicianos David Mourão-Ferreira (março a junho de 1952) e Eugénio Lisboa (fev. 1954 a fev. 1955).
Já nos últimos anos da sua vida, Régio foi de novo a figura tutelar de uma tertúlia que reunia semanalmente no Diana-Bar da Póvoa de Varzim, ou no restaurante Marisqueira em A-Ver-o-Mar (o "grupo dos sábados") a que compareciam regularmente Manoel de Oliveira, Luís Amaro de Oliveira, João Francisco Marques, Orlando Taipa, Flávio Gonçalves e Pacheco Neves e a que se juntou Agustina Bessa-Luís.

### Régio coleccionador e antiquário
Durante o tempo que passou no Alentejo, e para apoiar as suas apetências de coleccionador, Régio desenvolveu um pequeno negócio de comércio e restauro de antiguidades, e empregou artífices por sua conta para recuperar as suas próprias peças e aquelas que vendia.
Veio assim a reunir uma extensa e preciosa coleção de antiguidades e de arte sacra alentejanas que vendeu à Câmara Municipal de Portalegre em 1964, com a condição de esta comprar também o prédio da pensão onde vivera e de o transformar em casa-museu. Providenciou de igual modo para a sua casa de Vila do Conde e hoje em dia ambas as casas de Vila do Conde e de Portalegre são casas-museu onde se expõe um rico acervo de arte sacra e de arte popular, as duas predileções artísticas de Régio.

### Colaborações artísticas e prémios de homenagem

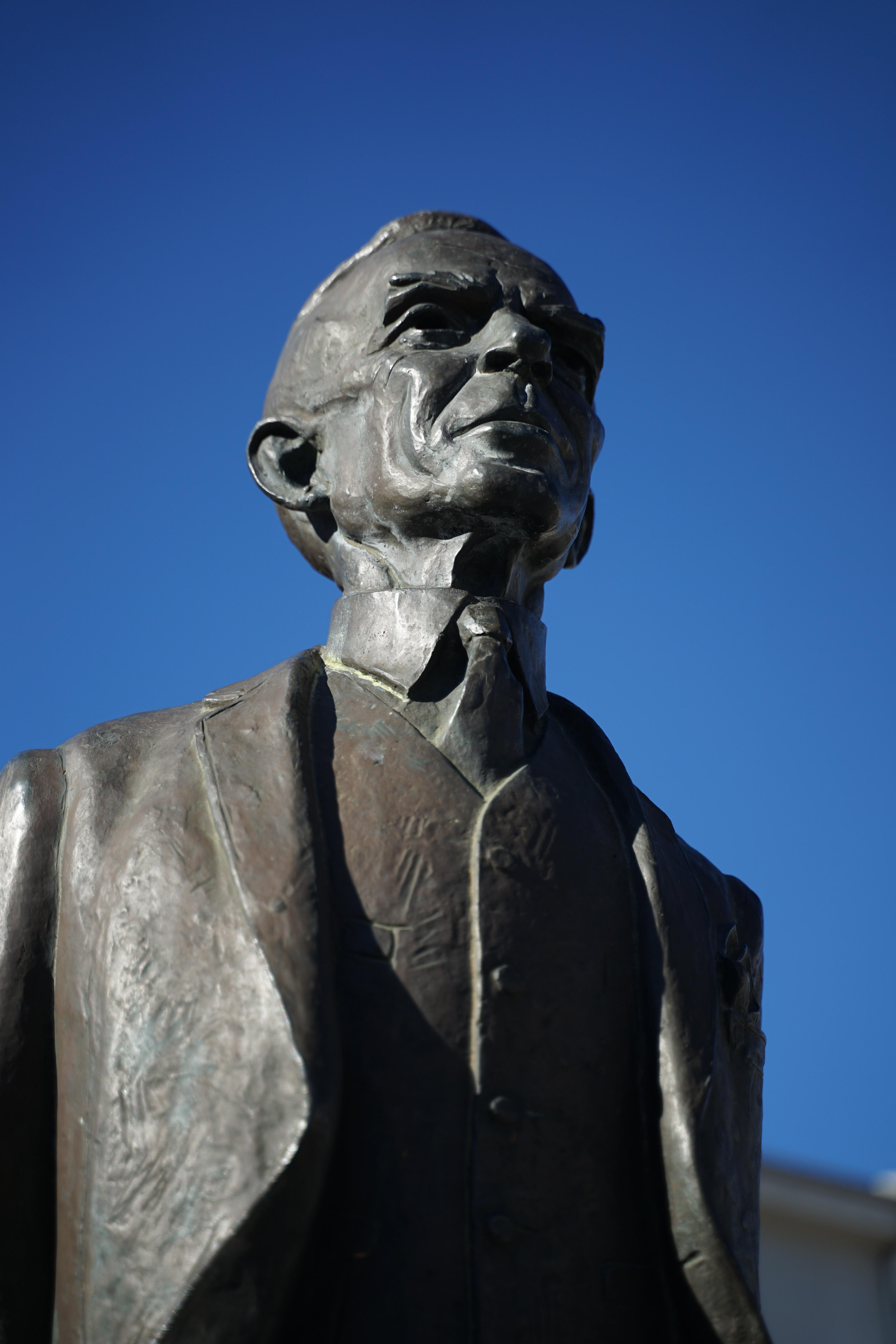
Estátua de José Régio em Vila do Conde

Alguns dos seus livros foram ilustrados por seu irmão, o pintor Julio/Saúl Dias, outros pelo próprio Régio, entre uma plêiade de capistas e ilustradores que se inspiraram na sua obra, incluindo Bernardo Marques, Câmara Leme, Lima de Freitas, Stuart Carvalhais, entre muitos outros.
Grande apreciador de cinema, colaborou ativamente com vários cineastas, sobretudo com Manoel de Oliveira que realizou filmes com a sua assessoria e outros inspirados na sua obra.
Em 1965 Amália Rodrigues gravaria 'Fado português' de José Régio, num LP que receberia o nome da composição de abertura: Amália Rodrigues – Fado português.
Recebeu em 1961 o Prémio Diário de Notícias por As monstruosidades vulgares; em 1963 o Grande Prémio de Novelística da Sociedade Portuguesa de Escritores por Há mais mundos; em 1970, a título póstumo, o Prémio Nacional de Poesia da Secretaria de Estado da Informação e Turismo (SEIT) por Música Ligeira.

### Vida pessoal
Foi irmão do poeta, pintor e engenheiro Júlio Maria dos Reis Pereira, que como artista plástico se assinava Julio e como poeta Saúl Dias. Teve mais dois irmãos que se dedicaram às artes plásticas, Apolinário José (1917-2000) e João Maria (1922-2009) e ainda um outro, Antonino Maria (1905-1965), que emigrou jovem para o Recife, Pernambuco. Duas irmãs morreram cedo. Nunca se casou, mas não era celibatário: do seu sentimento amoroso dá conta o seu Soneto de Amor.
Fumador inveterado, veio a morrer vítima de ataque cardíaco, em Vila do Conde, a 22 de dezembro de 1969.

## Obras publicadas

### Poesia
- 1925 — Poemas de Deus e do Diabo - o poema ‘Cântico Negro’ é dedicado a Sofia D’Orey.
- 1929 — Biografia
- 1936 — As Encruzilhadas de Deus
- 1941 — Fado
- 1945 — Mas Deus é Grande
- 1954 — A Chaga do Lado
- 1961 — Filho do Homem
- 1968 — Cântico Suspenso
- 1970 — Música Ligeira: volume póstumo, org. Alberto de Serpa (Prémio Nacional de Poesia 1970 da Secretaria de Estado da Informação e Turismo (SEIT).
- 1971 — Colheita da Tarde: volume póstumo, org. Alberto de Serpa.

### Ficção
- 1934 — Jogo da cabra-cega
- 1941 — Davam grandes passeios aos domingos
- 1942 — O príncipe com orelhas de burro – História para crianças grandes – Romance
- 1945 — A velha casa I - Uma gota de sangue
- 1946 — Histórias de mulheres (inclui O vestido côr-de-fogo)
- 1947 — A velha casa II - As raízes do futuro
- 1953 — A velha casa III - Os avisos do destino
- 1960 — A velha casa IV - As monstruosidades vulgares (Prémio Diário de Notícias em 1961)
- 1962 — Há mais mundos (Grande Prémio de Novelística da SPE em 1963).
- 1966 — A velha casa V - Vidas são vidas

### Ensaio, Crítica, História da Literatura
- 1925 — As correntes e as individualidades na moderna poesia portuguesa.
- 1936 — Críticos e criticados
- 1937 — António Botto e o amor
- 1940 — Em torno da expressão artística
- 1941 — Pequena história da moderna poesia portuguesa
- 1964 — Ensaios de interpretação crítica
- 1967 — Três ensaios sobre arte
- 1977 — Páginas de doutrina e crítica da Presença (recolha póstuma).

### Teatro
- 1936 — Sonho de uma véspera de exame (estreia em 30.03.1936, no Teatro Portalegrense, em Portalegre, publicada em 1989).
- 1940 — Jacob e o anjo (estreia em 31.12.1952, no Studio des Champs-Élysées, em Paris, encenação de Jacques Charpin); a publicação desta peça em Primeiro Volume de Teatro inclui ainda a 1.ª versão de 'Três máscaras').
- 1940 — Sou um homem moral
- 1947 — Benilde ou a virgem-mãe (estreia em 25.11.1947, no Teatro Nacional, em Lisboa, encenação de Amélia Rey-Colaço).
- 1949 — El-Rei Sebastião (estreia em 19.10.1985, no Cine-Teatro Crisfal, em Portalegre, encenação de Carlos César).
- 1953 — Jacob e o anjo (2.ª versão).
- 1954 — A salvação do mundo (estreia em 28.04.1956, no Teatro da Casa da Comarca de Arganil, em Lisboa, encenação de Claude-Henry Frèches).
- 1957 — Três peças em um acto: Três máscaras - 2.ª versão; O meu caso (escrito em 1950, estreia em 1963, no Liceu de Viseu, encenação de Osório Mateus); Mário ou Eu Próprio - O Outro (estreia em 17.05.1958, no Teatro Avenida, de Coimbra, encenação de Paulo Quintela).
- 1967 — O judeu errante
- 1984 — Três máscaras (ópera - estreia no Teatro de S. Carlos com música de Maria de Lourdes Martins).

### Autobiografia
- 1971 — Confissão dum homem religioso - páginas íntimas
- 1994 — Páginas do diário íntimo

### Correspondência
- 1986 — Correspondência com Jorge de Sena.
- 1989 — Correspondência com Flávio Gonçalves.[13]
- 1994 — Correspondência (antologia)
- 1994 — Correspondência com António Sérgio.
- 1997 — Correspondência familiar (cartas a seus pais).
- 2001 — Cartas a seu irmão Apolinário.
- 2007 — Correspondência com Vitorino Nemésio.
- 2008 — Correspondência com Álvaro Ribeiro.
- 2015 — Correspondência com seu irmão Antonino.
- 2016 — Correspondência com Eugénio Lisboa.

## Reconhecimento
Em 22 de dezembro de 2020, num ato integrado nas comemorações da Evocação do Cinquentenário da morte de José Régio, foi inaugurada uma escultura figurativa não realista, alusiva ao poeta em Portalegre, na Praça da República, entre a sua Casa e o antigo Liceu. Os autores da obra foram Maria Leal da Costa e José Luís Hinchado Morales.